# Handbjerg
Handbjerg – miasto w Danii, w regionie Jutlandia Środkowa, w gminie Holstebro.